# Wasashatta
Wasashatta (fl. XIII secolo a.C.) è stato un re di Mitanni vissuto durante il XIII secolo a.C..
Figlio di Shattuara I si ribellò agli Assiri di cui il Mitanni era divenuto vassallo ai tempi del padre.
Wasashatta prese contatti con i tradizionali nemici degli Assiri: gli Ittiti, ma questi prima si dimostrarono interessati poi, probabilmente per sopraggiunti problemi interni legati all'usurpazione del trono da parte di Hattušili III che aveva costretto all'esilio il nipote Muršili III, recedettero dalle loro intenzione abbandonando Mitanni al suo destino.
La fonte delle nostre conoscenze è un'iscrizione del re assiro Addu-Nirari I.
Gli Assiri conquistarono le città di Taidu, Waššukanni (la capitale dello stato mitannico), Amasakku, Kahat, Shuru, Nabula, Hurra e Shududu. Conquistarono anche Irridu che distrussero completamente spargendo sale sulle sue rovine.

La moglie, i figli e le figlie di Wasashatta furono portati ad Assur e qui tenuti prigionieri. Sulla sorte del re non vi sono notizie e questo potrebbe far supporre che egli fosse sfuggito alla cattura. Il fatto che negli archivi ittiti siano state rinvenute lettere di Wasashatta apparentemente posteriori alla sconfitta ha portato alcuni storici a supporre che egli sia rimasto come sovrano di uno stato più ridotto noto come Shubria.

Sebbene Addu-Nirari avesse conquistato le terre tra il Balikh ed il Khabur non risulta che abbia attraversato l'Eufrate cosicché Karkemish rimase parte del regno ittita. Dopo la vittoria, il re assiro assunse il titolo di Gran re (sharru rabû) titolo che troviamo nelle lettere inviate ai sovrani ittiti che consideravano quelli assiri inferiori ad essi.